# Матей Делач
Матей Делач (хорв. Matej Delač, нар. 20 серпня 1992, Горні-Вакуф-Ускопле, Боснія і Герцеговина) — хорватський футболіст, воротар данського клубу «Горсенс».
Виступав за молодіжну збірну Хорватії.

## Клубна кар'єра
Народився 20 серпня 1992 року в місті Горні-Вакуф-Ускопле. Вихованець футбольної школи клубу «Інтер» (Запрешич). Дорослу футбольну кар'єру розпочав 2008 року в основній команді того ж клубу, в якій провів два сезони, взявши участь у 38 матчах чемпіонату.
2010 року юний голкіпер приєднався до системи англійського «Челсі». Невдовзі після переходу був відданий в оренду до нідерландського  «Вітесс». Згодом протягом шести років встиг пограти на орендних правах за «Динамо» (Ч. Будейовиці), «Віторію» (Гімарайнш), «Інтер» (Запрешич), «Воєводину», «Сараєво», «Арль-Авіньйон» та «Рояль Ексель Мускрон».
Протягом сезону 2017/18 перебував у розпоряджені тренерського штабу «Челсі», проте за його головну команду так і не дебютував.
До складу данського «Горсенса» приєднався 2018 року. Станом на 9 березня 2023 року відіграв за команду з Горсенса 90 матчів в національному чемпіонаті.

## Виступи за збірні
2007 року дебютував у складі юнацької збірної Хорватії (U-15), загалом на юнацькому рівні взяв участь у 26 іграх, пропустивши 16 голів.
Протягом 2010—2013 років залучався до складу молодіжної збірної Хорватії. На молодіжному рівні зіграв у 9 офіційних матчах.

## Статистика виступів

### Статистика клубних виступів
| Сезон             | Команда                | Чемпіонат         | Чемпіонат | Чемпіонат | Національний кубок | Національний кубок | Національний кубок | Континентальні кубки | Континентальні кубки | Континентальні кубки | Інші змагання | Інші змагання | Інші змагання | Усього | Усього |
| Сезон             | Команда                | Ліга              | Ігор      | Голів     | Ліга               | Ігор               | Голів              | Ліга                 | Ігор                 | Голів                | Ліга          | Ігор          | Голів         | Ігор   | Голів  |
| ----------------- | ---------------------- | ----------------- | --------- | --------- | ------------------ | ------------------ | ------------------ | -------------------- | -------------------- | -------------------- | ------------- | ------------- | ------------- | ------ | ------ |
| 2012-січ. 2013    | Віторія                | ПЛ                | 0         | 0         | ПЛУ+КЛ             | 0                  | 0                  | -                    | -                    | -                    | -             | -             | -             | 0      | 0      |
| січ.-черв. 2013   | «Інтер» (Запрешич)     | 1.HNL             | 14        | -16       | КЧ                 | -                  | -                  | -                    | -                    | -                    | -             | -             | -             | 14     | -16    |
| 2013-січ. 2014    | «Воєводина»            | СЛ                | 10        | -9        | СА                 | 2                  | -1                 | ЛЄ                   | 6                    | -6                   | -             | -             | -             | 18     | -16    |
| січ.-черв. 2014   | «Сараєво»              | ПЛ                | 7         | -3        | KB                 | 0                  | 0                  | ЛЄ                   | -                    | -                    | -             | -             | -             | 7      | -3     |
| 2014-січ. 2015    | «Арль»                 | Л2                | 11        | –         | КФ+КЛ              | 0+2                | -4                 | -                    | -                    | -                    | -             | -             | -             | 13     | -24    |
| січ.-черв. 2015   | «Сараєво»              | ПЛ                | 14        | -6        | KB                 | 1                  | 0                  | ЛЄ                   | -                    | -                    | -             | -             | -             | 15     | -6     |
| 2015–16           | «Сараєво»              | ПЛ                | 12        | -12       | KB                 | 1                  | -1                 | ЛЧ                   | -                    | -                    | -             | -             | -             | 13     | -13    |
| Усього за Сараєво | Усього за Сараєво      | Усього за Сараєво | 33        | -21       |                    | 2                  | -1                 |                      | -                    | -                    |               | -             | -             | 35     | -22    |
| 2016–17           | «Рояль Ексель Мускрон» | Д1                | 23+5      | -37 + -14 | КБ                 | 0                  | 0                  | -                    | -                    | -                    | -             | -             | -             | 28     | -51    |
| 2017–18           | «Челсі»                | ПЛ                | 0         | 0         | КА+КЛ              | 0                  | 0                  | ЛЧ                   | 0                    | 0                    | СА            | 0             | 0             | 0      | 0      |
| 2018–19           | «Горсенс»              | СЛ                | 21+8      | -29 + -11 | КД                 | 0                  | 0                  |                      | -                    | -                    |               | -             | -             | 29     | -40    |
| 2019–20           | «Горсенс»              | СЛ                | 13+8      | -22 + -10 | КД                 | 5                  | -4                 |                      | -                    | -                    |               | -             | -             | 26     | -36    |
| 2020–21           | «Горсенс»              | СЛ                | 22+9      | -37 + —   | КД                 | 1                  | -1                 |                      | -                    | -                    |               | -             | -             | 32     | -57    |
| 2021–22           | «Горсенс»              | Д1                | 19+10     | -17 + -8  | КД                 | 0                  | 0                  |                      | -                    | -                    |               | -             | -             | 29     | -25    |
| 2022–23           | «Горсенс»              | СЛ                | 15        | -17       | КД                 | 0                  | 0                  |                      | -                    | -                    |               | -             | -             | 15     | -17    |
| Усього за Горсенс | Усього за Горсенс      | Усього за Горсенс | 125       | -170      |                    | 6                  | -5                 |                      | 0                    | 0                    |               | 0             | 0             | 131    | -175   |
| Усього за кар'єру | Усього за кар'єру      | Усього за кар'єру | 221       | -287      |                    | 12                 | -11                |                      | 6                    | -6                   |               | 0             | 0             | 239    | -304   |